# Falck (przedsiębiorstwo)

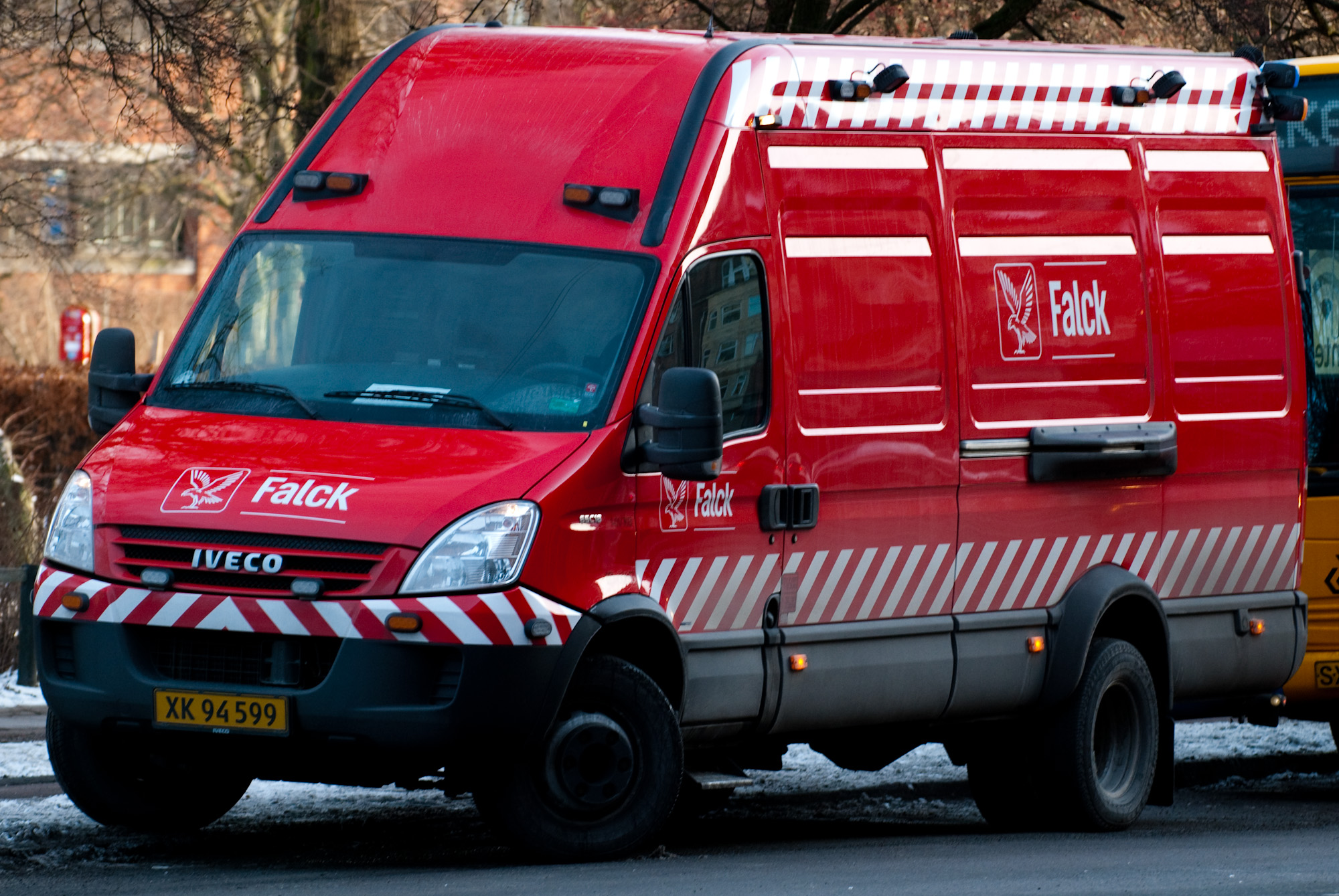
Samochód pomocy drogowej Falck

Falck A/S – duńskie przedsiębiorstwo zajmujące się świadczeniem usług o charakterze ratowniczo-medycznym. Siedziba spółki mieści się w Kopenhadze.
W skład grupy Falck wchodzą cztery działy: Emergency (ratownictwo medyczne i pożarnicze), Assistance (pomoc drogowa, likwidacja szkód i opieka), Training (szkolenia z zakresu ratownictwa i BHP) oraz Healthcare (usługi medyczne).
Przedsiębiorstwo zostało założone przez Sophusa Falcka w 1906 roku pod nazwą Redningskorpset for København og Frederiksberg (Korpus Ratowniczy dla Kopenhagi i Frederiksbergu). W 1930 roku firmę spółki zmieniono na Falck a za jej logo obrano białego sokoła na czerwonym tle. W 1995 roku Falck stał się spółką akcyjną notowaną na Kopenhaskiej Giełdzie Papierów Wartościowych. W 2000 roku spółka połączyła się z przedsiębiorstwem ochrony Group 4, zmieniając firmę na Group 4 Falck, a w 2004 z Securicor tworząc Group 4 Securicor (obecnie G4S). W tym samym roku Falck został wydzielony jako osobne przedsiębiorstwo, a rok później został nabyty przez Nordic Capital i wycofany z giełdy. Spółka powróciła na giełdę w 2011 roku.
W 2012 roku przedsiębiorstwo działało w 33 krajach Europy, Azji, Ameryki i Afryki.

## Wartości
Wartości wyznawane przez Falck to dostępność, wiarygodność, kompetencja, szybkość, skuteczność oraz bycie pomocnym.
- Dostępność - bycie zawsze gotowym
- Wiarygodność - dotrzymywanie obietnic
- Kompetencja - stałe doskonalenie umiejętności
- Szybkość - reagowanie szybko i z poświęceniem
- Skuteczność - szukanie rozwiązań, a nie problemów
- Bycie pomocnym - oferowanie wsparcia zawsze, gdy jest potrzebne

## Falck w Polsce
W Polsce Falck działa w dwóch obszarach: Zdrowie i Ratownictwo. Jest największym dostawcą usług ratowniczych w Polsce.

### Historia
Firma Falck na polskim rynku działa od 1 lutego 1993 roku. Swoją działalność rozpoczęła w Szczecinie pod nazwą Falck A/S. W sierpniu 2004 powstaje spółka Falck Medycyna i ratownictwa, która potem rozdziela się w dwa piony biznesowe: ratownictwo i zdrowie.
We wrześniu 2009 roku Falck Medycyna był organizatorem światowej konferencji Falck, w trakcie której spotkali się menedżerowie z 23 krajów i 4 kontynentów.
W 2011 roku Falck stał się posiadaczem większości udziałów w sieci przychodni Starówka.
Od czerwca 2011 roku Falck dostarcza usługi Ratownictwa Medycznego dla Narodowego Funduszu Zdrowia. W 2012 roku zabezpiecza medycznie Euro 2012 w Warszawie, Poznaniu i Gdańsku.
W kwietniu 2015 roku rozpoczyna działalność Fundacja Zawsze Blisko, mająca na celu zapewnienie pomocy medycznej osobom, które mają utrudniony dostęp do niej oraz wspieranie w powrocie do aktywnego życia osób dotkniętych przez los.

### Centra Medyczne
Pierwsze Centrum Medyczne zostało otwarte w Szczecinie. Od tamtej pory sukcesywnie były kolejne placówki w całej Polsce.
W listopadzie 2019 roku 100 procent udziałów w spółce Falck Centra Medyczne oraz spółce NZOZ Starówka przejęła spółka PZU Zdrowie.

#### Centra Medyczne Falck
- Centrum Medyczne Falck, ul. Jana Pawła II 20, Gdańsk
- Centrum Medyczne Falck, ul. Młyńska 23, Katowice
- Centrum Medyczne Falck, ul. Mostowa 30B, Kędzierzyn-Koźle
- Centrum Medyczne Falck, ul. Mazowiecka 4-6, Kraków
- Centrum Medyczne Falck, ul. Prosta 1B, Słupsk
- Centrum Medyczne Falck, ul. Kopernika 18, Ustka
- Centrum Medyczne Falck, ul. Kopernika 22, Ustka
- Centrum Medyczne Falck, ul. Leśna 10-14, Ustka
- Centrum Medyczne Falck, ul. Prosta 1B, Słupsk